# Торрес Даттеро, Луис
Луис Торрес Даттеро (фр. Louis Torres Dattero; род. 29 апреля 2001, Ницца) — французский футболист испанского происхождения, нападающий.

## Клубная карьера
Торрес — воспитанник клубов «Кавигаль Ницца» и «Монако». В 2020 года для получения игровой практики Луис начал выступать за дублирующий состав последних. В 2022 году Торрес перешёл в бельгийский «Серкль Брюгге». 24 июля в матче против «Вестерло» он дебютировал в Жюпиле лиге. 30 июля в поединке против «Андерлехта» Луис забил свой первый гол за «Серкль Брюгге».